# Fenestrulina amplissima
Fenestrulina amplissima är en mossdjursart som beskrevs av Hayward 1980. Fenestrulina amplissima ingår i släktet Fenestrulina och familjen Microporellidae. Inga underarter finns listade i Catalogue of Life.